# Kup Bosne i Hercegovine 2020-2021
La Kup Bosne i Hercegovine 2020-2021 è stata la 27ª edizione della coppa nazionale, iniziata il 30 settembre 2020 e terminata il 26 maggio 2021. Il Sarajevo ha conquistato il trofeo per la quinta volta nella sua storia.

## Formula
Alla competizione hanno partecipato 32 squadre:
- 12 squadre della Premijer Liga Bosne i Hercegovine,
- 12 squadre provenienti dalla Coppa della Federazione di Bosnia ed Erzegovina,
- 8 squadre provenienti dalla Coppa della Repubblica Serba.

Il torneo si è svolto ad eliminazione diretta in gara unica per il primo turno e per i successivi, ad eccezione delle semifinali che si sono disputate in gara doppia.

## Sedicesimi di finale
Il sorteggio è stato effettuato il 21 settembre 2020.
| Squadra 1            | Risultato       | Squadra 2         |
| -------------------- | --------------- | ----------------- |
| 30 settembre 2020    |                 |                   |
| Budućnost Banovići   | 1 - 2           | Željezničar       |
| Dizdaruša            | 0 - 3           | Velež Mostar      |
| Goražde              | 2 - 2 (5-4 dtr) | Sloboda Tuzla     |
| GOŠK Gabela          | 0 - 1           | Široki Brijeg     |
| Zvijezda Gradačac    | 0 - 1           | Radnik Bijeljina  |
| Klis Buturović Polje | 6 - 2           | UNIS Vogošća      |
| Velež Nevesinje      | 2 - 1           | Igman Konjic      |
| Sloboda Novi Grad    | 0 - 2           | Tuzla City        |
| Rudar Prijedor       | 4 - 0           | Olimpik Sarajevo  |
| Slavija              | 2 - 2 (8-7 dtr) | Mladost D. Kakanj |
| Tekstilac Derventa   | 1 - 7           | Zrinjski Mostar   |
| Travnik              | 0 - 4           | Borac Banja Luka  |
| Zenica               | 0 - 1           | Rudar Kakanj      |
| Zvijezda 09          | 2 - 1           | Modriča           |
| 13 ottobre 2020      |                 |                   |
| Leotar               | 0 - 4           | Krupa             |
| Radnički Lukavac     | 0 - 4           | Sarajevo          |

## Ottavi di finale
| Squadra 1        | Risultato       | Squadra 2            |
| ---------------- | --------------- | -------------------- |
| 21 ottobre 2020  |                 |                      |
| Rudar Kakanj     | 1 - 6           | Borac Banja Luka     |
| Krupa            | 2 - 4           | Sarajevo             |
| Velež Nevesinje  | 0 - 2           | Klis Buturović Polje |
| Rudar Prijedor   | 0 - 0 (3-4 dtr) | Zvijezda 09          |
| Tuzla City       | 3 - 1           | Radnik Bijeljina     |
| Željezničar      | 3 - 0           | Goražde              |
| Zrinjski Mostar  | 4 - 0           | Slavija              |
| 14 novembre 2020 |                 |                      |
| Velež Mostar     | 0 - 1           | Široki Brijeg        |

## Quarti di finale
| Squadra 1            | Risultato       | Squadra 2        |
| -------------------- | --------------- | ---------------- |
| 10 marzo 2021        |                 |                  |
| Klis Buturović Polje | 1 - 0           | Zvijezda 09      |
| Tuzla City           | 1 - 1 (3-2 dtr) | Željezničar      |
| Široki Brijeg        | 0 - 2           | Borac Banja Luka |
| Sarajevo             | 1 - 0           | Zrinjski Mostar  |

## Semifinali
| Squadra 1                      | Totale | Squadra 2            | Andata | Ritorno |
| ------------------------------ | ------ | -------------------- | ------ | ------- |
| 7 aprile 2021 / 21 aprile 2021 |        |                      |        |         |
| Tuzla City                     | 1 - 4  | Sarajevo             | 0 - 1  | 1 - 3   |
| Borac Banja Luka               | 6 - 2  | Klis Buturović Polje | 4 - 1  | 2 - 1   |

## Finale
| Arbitro: | Irfan Peljto (Sarajevo) |

|                     |                      |                                         |
| Čavić Tahric Uzelac | Tiri di rigore 1 – 4 | Miličević Velkoski Mustedanagić Handžić |